# Beatrice di Navarra (duchessa di Borgogna)
Beatrice di Navarra, Beatriz in spagnolo, in asturiano, in aragonese, in portoghese, in galiziano e in basco, Beatriu in  catalano, Béatrice in francese e Beatrix in tedesco e in inglese, (1242 – Villaines-en-Duesmois, luglio 1295), principessa di Champagne e di Navarra, fu una duchessa consorte di Borgogna.

## Origine
Secondo la Histoire généalogique des ducs de Bourgogne de la maison de France, Beatrice era figlia di Tebaldo il Saggio, re di Navarra (Tebaldo I) e conte di Champagne (Tebaldo IV), e di  Margherita di Borbone-Dampierre (†1256), che secondo Etude sur la chronologie des sires de Bourbon, Xe-XIIIe siecles era la figlia secondogenita del signore di Borbone, Arcimbaldo VIII e di Beatrice di Montluçon o di Mello.

Tebaldo, secondo Les chansons de Thibaut de Champagne, roi de Navarre. Édition critique publiée par A. Wallensköld era l'unico figlio maschio del conte di Champagne, Tebaldo III e di Bianca di Navarra, che secondo il Nobiliario de D. Pedro Conde de Barcelos hijo del Rey D. Dionis de Portugal era figlia del re di Navarra Sancho VI il Saggio e Sancha di Castiglia, figlia del re di León e Castiglia, Alfonso VII e di Berenguela di Barcellona.

## Biografia
Nel novembre del 1258 fu siglato il contratto di matrimonio tra Beatrice ed il duca di Borgogna,  Ugo IV, che una decina di anni prima era rimasto vedovo della sua prima moglie Yolanda di Dreux (1212 - 1248). Un documento conferma che, in quello stesso anno (1258), Beatrice venne data in sposa, divenendone la seconda moglie. a Ugo IV di Borgogna (1212 – 1272), unico figlio maschio del duca di Borgogna, Oddone III e Alice di Vergy, figlia di Ugo signore di Vergy, e di Gillette  di Traînel. Fu designata signora di L'Isle-sous-Montréal.
Nel 1273, Beatrice rinunciò ad ogni diritto alla successione sulla contea di Champagne, a favore del fratello Enrico il Grosso, che, nel 1270, era subentrato al fratello Tebaldo sia nella contea (Enrico III), che nel regno di Navarra (Enrico I).
Beatrice, che era rimasta vedova, nel 1272, si ritirò nella sua signoria di L'Isle-sous-Montréal.
Beatrice, litigò col figliastro, il nuovo duca di Borgogna,  Roberto II, e chiese la protezione del re di Francia, Filippo II Augusto.
Beatrice morì al castello di Villaines-en-Duesmois, Côte d'Or, verso la fine di luglio del 1295.

## Figli[9][10][11]
Beatrice diede al marito, Ugo cinque figli:
- Ugo (1260-gennaio 1288), signore di Montréal e visconte di Avallon, perché il fratellastro Roberto non gli concesse tutti i domini lasciatigli dal padre. Nel maggio del 1282, sposò Margherita di Salins, che gli diede due figli:
  - Beatrice (1281- 1291), che successe al padre come signora di Montréal,
  - un maschio (1284- morto giovane);
- Isabella (?-1323), che nel 1284 adottò il nome di Agnese e, nel 1285, sposò l'imperatore Rodolfo I; fu la seconda moglie. Rimasta vedova si risposò con Pietro IX di Chambly;
- Beatrice (?-Cognac, 1329), sposò, nel 1276, Ugo XIII di Lusignano (1259-1303);
- Margherita (?- dopo il 1300), sposò, nel 1280, Giovanni I di Chalon, signore d'Arlay;
- Giovanna (?-1285), suora;

## Ascendenza
|                                 |                     |                            | Genitori                         |  |  | Nonni |  |  | Bisnonni              |  |  | Trisnonni               |  |
|                                 |                     |                            |                                  |  |  |       |  |  | Enrico I di Champagne |  |  | Tebaldo II di Champagne |  |
|                                 |                     |                            |                                  |  |  |       |  |  | Enrico I di Champagne |  |  | Tebaldo II di Champagne |  |
|                                 |                     | Matilde di Carinzia        |                                  |  |  |       |  |  | Enrico I di Champagne |  |  |                         |  |
| Tebaldo III di Champagne        |                     |                            |                                  |  |  |       |  |  | Enrico I di Champagne |  |  |                         |  |
|                                 |                     | Maria di Francia           | Luigi VII di Francia             |  |  |       |  |  |                       |  |  |                         |  |
|                                 |                     | Maria di Francia           | Luigi VII di Francia             |  |  |       |  |  |                       |  |  |                         |  |
|                                 |                     | Maria di Francia           | Eleonora d'Aquitania             |  |  |       |  |  |                       |  |  |                         |  |
| Tebaldo I di Navarra            |                     | Maria di Francia           |                                  |  |  |       |  |  |                       |  |  |                         |  |
|                                 |                     | Sancho VI di Navarra       | García IV Ramírez di Navarra     |  |  |       |  |  |                       |  |  |                         |  |
|                                 |                     | Sancho VI di Navarra       | García IV Ramírez di Navarra     |  |  |       |  |  |                       |  |  |                         |  |
|                                 |                     | Sancho VI di Navarra       | Margherita de l'Aigle            |  |  |       |  |  |                       |  |  |                         |  |
| Bianca di Navarra               |                     | Sancho VI di Navarra       |                                  |  |  |       |  |  |                       |  |  |                         |  |
|                                 |                     | Sancha di León e Castiglia | Alfonso VII di León              |  |  |       |  |  |                       |  |  |                         |  |
|                                 |                     | Sancha di León e Castiglia | Alfonso VII di León              |  |  |       |  |  |                       |  |  |                         |  |
|                                 |                     | Sancha di León e Castiglia | Berengaria di Barcellona         |  |  |       |  |  |                       |  |  |                         |  |
| Beatrice di Navarra             |                     | Sancha di León e Castiglia |                                  |  |  |       |  |  |                       |  |  |                         |  |
|                                 | Guy II di Dampierre | Guglielmo I di Dampierre   |                                  |  |  |       |  |  |                       |  |  |                         |  |
|                                 | Guy II di Dampierre | Guglielmo I di Dampierre   |                                  |  |  |       |  |  |                       |  |  |                         |  |
|                                 | Guy II di Dampierre | Ermengarda di Toucy        |                                  |  |  |       |  |  |                       |  |  |                         |  |
| Arcimbaldo VIII di Borbone      | Guy II di Dampierre |                            |                                  |  |  |       |  |  |                       |  |  |                         |  |
|                                 |                     | Matilde I di Borbone       | Arcimbaldo di Borbone il Giovane |  |  |       |  |  |                       |  |  |                         |  |
|                                 |                     | Matilde I di Borbone       | Arcimbaldo di Borbone il Giovane |  |  |       |  |  |                       |  |  |                         |  |
|                                 |                     | Matilde I di Borbone       | Alice di Borgogna                |  |  |       |  |  |                       |  |  |                         |  |
| Margherita di Borbone-Dampierre |                     | Matilde I di Borbone       |                                  |  |  |       |  |  |                       |  |  |                         |  |
|                                 |                     | Arcimbaldo di Montlucon    | …                                |  |  |       |  |  |                       |  |  |                         |  |
|                                 |                     | Arcimbaldo di Montlucon    | …                                |  |  |       |  |  |                       |  |  |                         |  |
|                                 |                     | Arcimbaldo di Montlucon    | …                                |  |  |       |  |  |                       |  |  |                         |  |
| Beatrice di Montluçon           |                     | Arcimbaldo di Montlucon    |                                  |  |  |       |  |  |                       |  |  |                         |  |
|                                 |                     | …                          | …                                |  |  |       |  |  |                       |  |  |                         |  |
|                                 |                     | …                          | …                                |  |  |       |  |  |                       |  |  |                         |  |
|                                 |                     | …                          | …                                |  |  |       |  |  |                       |  |  |                         |  |
|                                 |                     | …                          |                                  |  |  |       |  |  |                       |  |  |                         |  |

### Fonti primarie
- (PT)  Nobiliario de D. Pedro Conde de Barcelos hijo del Rey D. Dionis de Portugal.
- (FR)  Les chansons de Thibaut de Champagne, roi de Navarre. Édition critique publiée par A. Wallensköld.

### Letteratura storiografica
- Charles Petit-Dutaillis, "Luigi IX il Santo", cap. XX, vol. V (Il trionfo del papato e lo sviluppo comunale) della «Storia del mondo medievale», vol. V, 1980, pp. 829–864
- (FR)  Histoire des ducs de Bourgogne de la race capétienne, tome III.
- (FR)  Histoire généalogique des ducs de Bourgogne de la maison de France.
- (FR)  Etude sur la chronologie des sires de Bourbon, Xe-XIIIe siecles.